# Kalmiopsis leachiana
Genre
Espèce
Classification APG III (2009)
Kalmiopsis leachiana est une espèce de plante à fleurs de la famille des Ericaceae. 
C'est une espèce rare, endémique des monts Siskiyou au sud-ouest de l'Oregon, où elle est particulièrement protégée dans la réserve biologique intégrale Kalmiopsis. La réserve a pris le nom de la plante. La fleur a été découverte en 1930 par Lilla Leech. Son feuillage est persistant et ses fleurs sont de couleur rose-violet, de 6 à 9 par grappes.

## Liens taxonomiques
- (en) Flora of North America : Kalmiopsis leachiana
- (en) Catalogue of Life : Kalmiopsis leachiana (L. F. Hend.) Rehder (consulté le 19 décembre 2020)
- (fr + en) ITIS : Kalmiopsis leachiana  (Henderson) Rehd.
- (en) NCBI : Kalmiopsis leachiana (taxons inclus)
- (en) GRIN : espèce Kalmiopsis leachiana  (L. F. Hend.) Rehder